# Rivière des Chenaux
Pour les articles homonymes, voir Chenaux.
La rivière des Chenaux est un affluent de la rivière Lombrette coulant sur la rive nord du fleuve Saint-Laurent, dans la région administrative de la Capitale-Nationale, dans la province de Québec, au Canada. Cette rivière traverse consécutivement les municipalités régionales de comté (MRC) de :
- Charlevoix (municipalité régionale de comté) : dans la municipalité de Petite-Rivière-Saint-François ;
- La Côte-de-Beaupré : dans la municipalité de Saint-Tite-des-Caps.

Cette petite vallée est surtout desservie par la route 138 qui longe normalement la rive nord du fleuve Saint-Laurent ; toutefois, elle se distance du fleuve dans cette zone de Charlevoix. La route 360 dessert la partie inférieure. La sylviculture constitue la principale activité économique de cette vallée ; les activités récrétouristiques, en second.
La surface de la rivière des Chenaux est généralement gelée du début de décembre jusqu'à la fin de mars ; toutefois la circulation sécuritaire sur la glace se fait généralement de la mi-décembre à la mi-mars. Le niveau de l'eau de la rivière varie selon les saisons et les précipitations ; la crue printanière survient en mars ou avril.

## Géographie
La rivière des Chenaux prend sa source dans Petite-Rivière-Saint-François à l'embouchure du lac Fortin (longueur : 0,9 km ; altitude de 657 m). Ce petit lac encaissé entre les montagnes est situé au sud du lac Gagné et au sud-ouest du Lac la Flippe à :
- 9,5 km à l'est de la rive ouest du fleuve Saint-Laurent ;
- 9,5 km au sud-ouest du centre du village de Petite-Rivière-Saint-François ;
- 18,5 km au nord du centre du village de Saint-Tite-des-Caps ;
- 67 km au nord-est du centre-ville de Québec.

À partir de l'embouchure du lac Fortin, le cours de la rivière des Chenaux descend avec une dénivellation de 284 m sur 20,2 km surtout en zone forestière et parallèlement au rebord du plateau laurentien en s'y éloignant de 4 à 5 km, selon les segments suivants :
- 0,5 km vers le sud, jusqu'à la décharge (venant de l'ouest) d'un petit lac ;
- 2,8 km vers le sud-est en formant de nombreux petits serpents par endroit, jusqu'à la décharge (venant du sud-est) d'un lac ;
- 1,2 km d'abord vers l'ouest, puis vers le sud, jusqu'à la décharge (venant de l'ouest) d'un petit lac ;
- 6,8 km vers le sud, en formant un crochet vers l'ouest en fin de segment et en traversant le Lac des Chenaux (longueur : 0,7 km ; altitude : 505 m), jusqu'à son embouchure ;
- 2,6 km vers le sud, bifurquant à mi-segment vers l'est, jusqu'à un ruisseau (venant du nord) ;
- 3,2 km vers le sud en zone forestière, tout en serpentant par endroit, jusqu'à la décharge du ruisseau non identifié (venant de l'ouest) ;
- 3,1 km d'abord vers l'est, puis vers le sud-est en zone agricole et forestière en coupant la route 360, jusqu'à son embouchure[2].

La rivière des Chenaux se déverse sur la rive ouest de la rivière Lombrette, dans Saint-Tite-des-Caps, dans une zone près du Domaine-Lombrette, entre la route 360 et la route 138. Cette confluence est située à :
- 5,6 km à l'est de la rive ouest du fleuve Saint-Laurent ;
- 4,5 km au nord du centre du village de Saint-Tite-des-Caps ;
- 19,6 km au sud-ouest du centre du village de Petite-Rivière-Saint-François ;
- 53,9 km au nord-est du centre-ville de Québec.

À partir de l'embouchure de la rivière des Chenaux, le courant descend sur 9,4 km vers le sud le cours de la rivière Lombrette, puis sur 14,0 km généralement vers le sud par le cours de la rivière Sainte-Anne, jusqu'à la rive nord-ouest du fleuve Saint-Laurent.

## Toponymie
Le toponyme "Rivière des Chenaux" a été officialisé le 5 décembre 1968 à la Banque des noms de lieux de la Commission de toponymie du Québec.